# Einlasstor (Mindelheim)

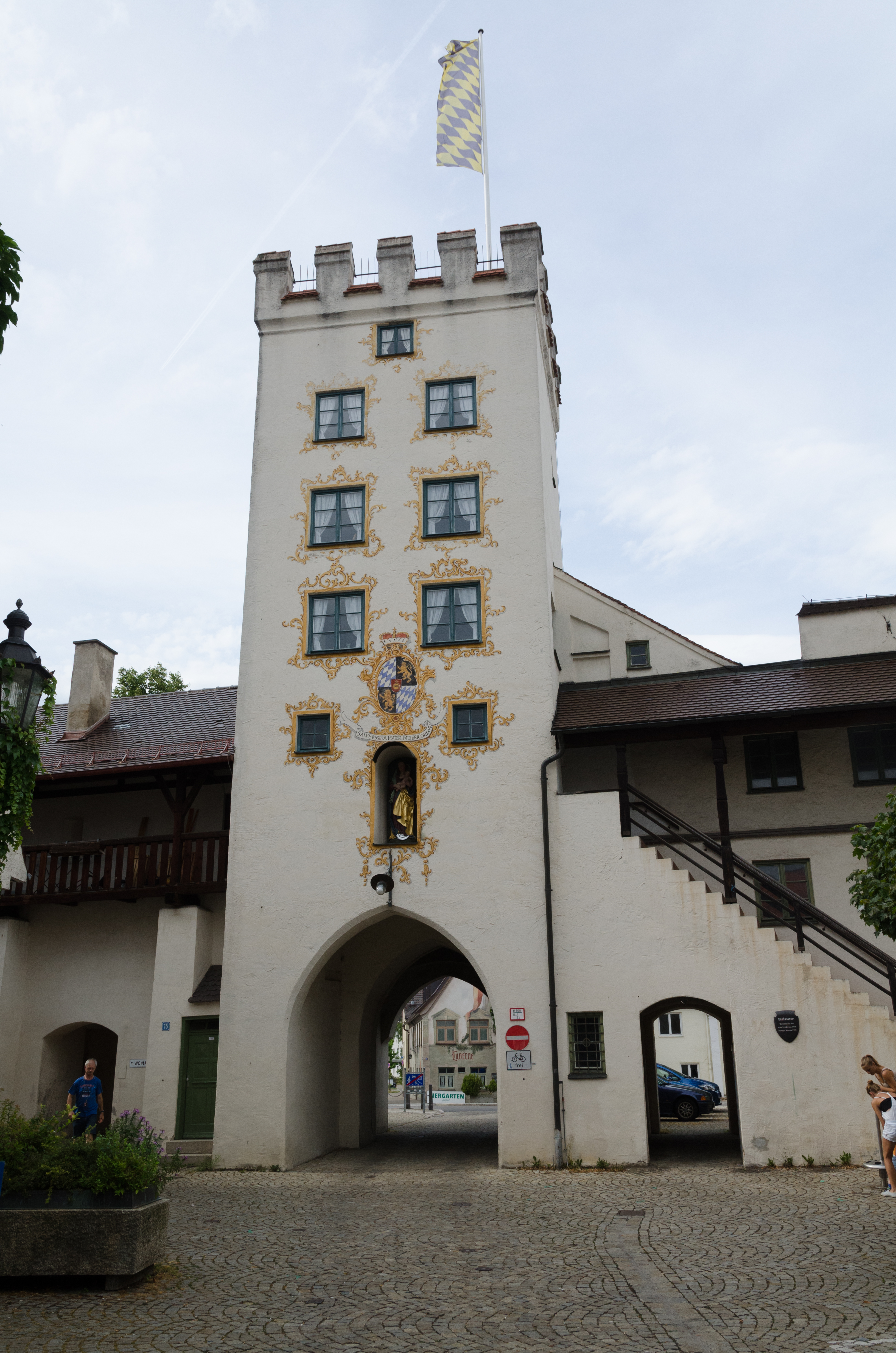
Südseite des Einlasstores in Mindelheim

Das Einlasstor ist ein denkmalgeschütztes Stadttor in Mindelheim im Landkreis Unterallgäu (Bayern). Es erhielt seinen Namen im 16. Jahrhundert, als der Zugang in die Stadt während der Nachtzeit nur durch dieses Tor gegen Gebühr möglich war. Das bestehende Torgebäude wurde erstmals 1469 erwähnt.

## Architektur
Das Gebäude ist als verputzter Ziegelbau ausgeführt und besteht aus einem circa 19 Meter hohen, quadratischen Torturm. Die Durchfahrt führt durch ein Tonnengewölbe, welches von Spitzbogentoren begrenzt wird. Die Südseite des Tores zur Stadt hin ist freistehend. Über dem Torbogen ist auf dieser Seite eine Rundbogennische mit einer gefassten Holzfigur einer Muttergottes aus dem Anfang des 16. Jahrhunderts angebracht. Um die Rundbogennische und um die Fenster sind Malereien angebracht. Über der Nische ist das Bayerische Staatswappen aus der Zeit von 1623 bis 1777 zu sehen, darunter ein Schriftband mit der Inschrift „SALVE REGINA MATER MISERICORDIAE“. Oberhalb des Durchgangs haben die vier Stockwerke jeweils zwei Rechteckfenster auf der Südseite. Die Fenster der untersten Reihe sind kleiner als die der drei darüberliegenden. Unmittelbar unterhalb der Traufe ist in der Mitte ein kleines Mittelfenster angebracht. Abgeschlossen wird der Turm von einem über einer Kehle vorkragenden Zinnenkranz.  

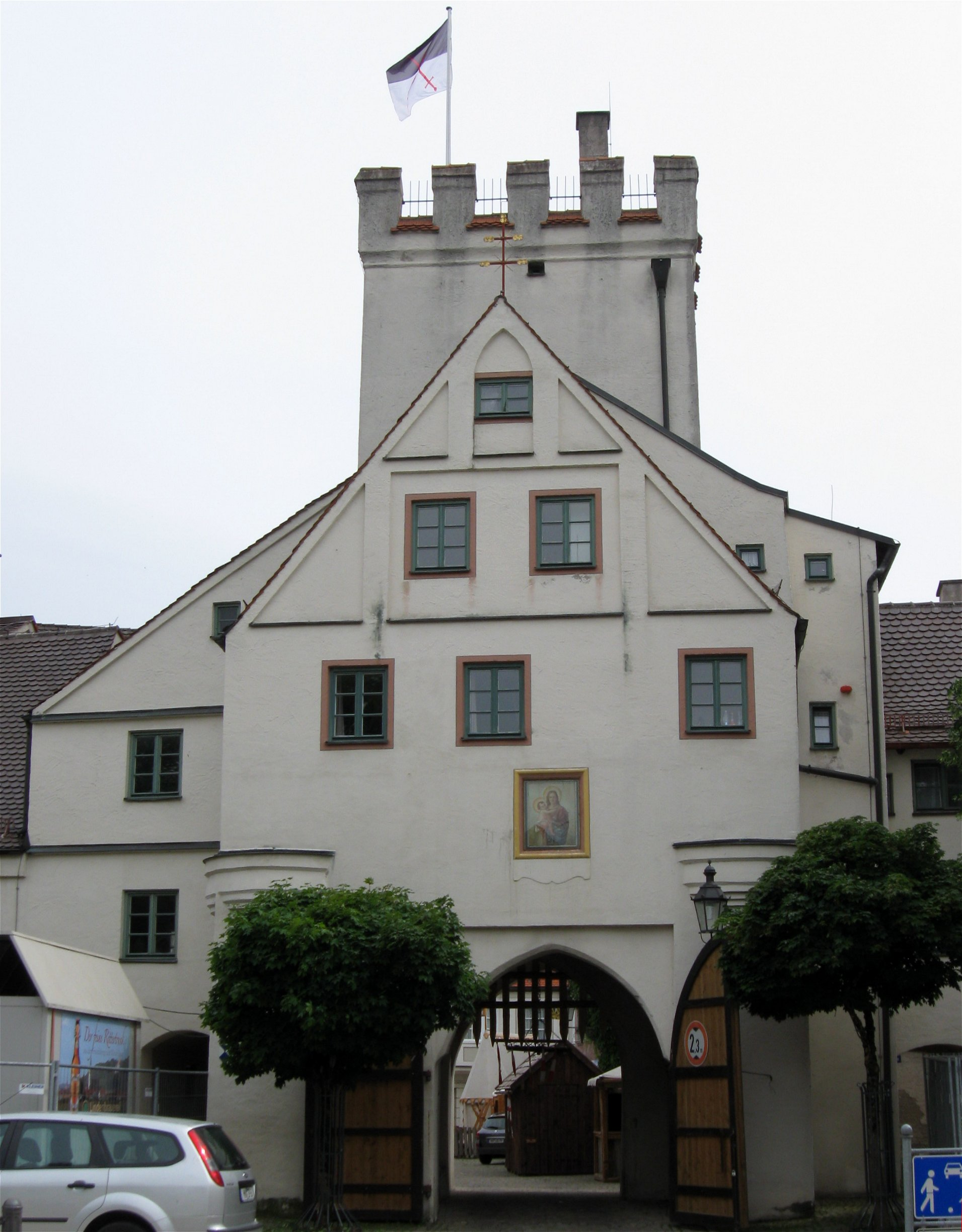
Nordseite des Einlasstores in Mindelheim

Die stadtauswärts gewandte Nordseite hat einen querrechteckigen Vorbau aus der gleichen Zeit wie das Tor mit einem Satteldach, einer Holzdecke über dem Durchfahrtsweg und einem Spitzbogentor in einer Rechteckblende. Das Obergeschoss hat drei Rechteckfenster. Die beiden Ecken oberhalb der Tordurchfahrt sind mit kräftigen, profilierten, von der Kante durchschnittenen Konsolen ausgestattet, die keine ersichtliche Funktion haben. Über dem Torbogen steht in einer Rechteckblende ein neugotisches Muttergottesbild. Der Giebel der Nordseite ist durch Blenden in zwei Geschosse gegliedert. Auf dem Dachfirst befindet sich ein Doppelkreuz.